# シネマ・チュプキ・タバタ
シネマ・チュプキ・タバタは、合同会社Chupki（チュプキ）が東京都北区で運営しているミニシアター。館名や運営会社名の「チュプキ」とは、「自然の光」を意味するアイヌ語である。
日本で初めてバリアフリーに対応した常設の映画館（正式な呼称は「ユニバーサルシアター」）として、2016年（平成28年）9月1日に開館。東京都北区内で唯一の常設映画館でもある。
当ページでは、シネマ・チュプキ・タバタの前身に当たる施設で、2014年（平成26年）11月22日から2016年2月まで東京都北区内で営業していたアートスペース・チュプキについても述べる。

## 歴史

### アートスペース・チュプキ
かつて早稲田松竹（東京都新宿区）に勤務していた平塚千穂子は、退職後の2001年（平成13年）4月に、バリアフリーに対応した映画の鑑賞を推進する団体として「シティ・ライツ」（City Lights）を設立。このような映画に特化した「シティライツ映画祭」を主催する一方で、視覚的な情報を補う音声ガイドの制作を映画配給会社から請け負いながら、音声ガイドの普及を日本の各地で推進している。
シティライツは、設立から13年間にわたって請け負ってきた音声ガイドの制作費を元手に、「アートスペース・チュプキ」という上映スペースを2014年（平成26年）11月22日に東京都北区（上中里駅前のビル内）で開設。映画を定期的に上映する施設が北区内に設けられたのは、区内で唯一の映画館だった王子シネマが2012年（平成24年）12月9日で閉館して以来、およそ2年振りであった。
オープンに際しては、吹き抜けの空間に観客席を20席設置。上映に使用するスクリーンの大きさは120インチで、場内にはFM電波による音声ガイドの設備を整えた。また、上映後に観客がハーブティーを飲みながら感想を語り合えるように、入場料には（ハーブティーなどの）ドリンク代をあらかじめ含めていた。
もっとも、以上の設備を整えたスペースが興行場法における「映画館」に該当しないことがオープンの直後に判明したため、実際には上映の機会を「月に4回までの上映会」に限定。このような事情から、上映会を開かない日には、「レンタルスペース」としてワークショップ、ライブ、ギャラリーなどに活用されていた。ビルのオーナー側の事情などから、2016年（平成28年）の2月に閉館。

### シネマ・チュプキ・タバタ

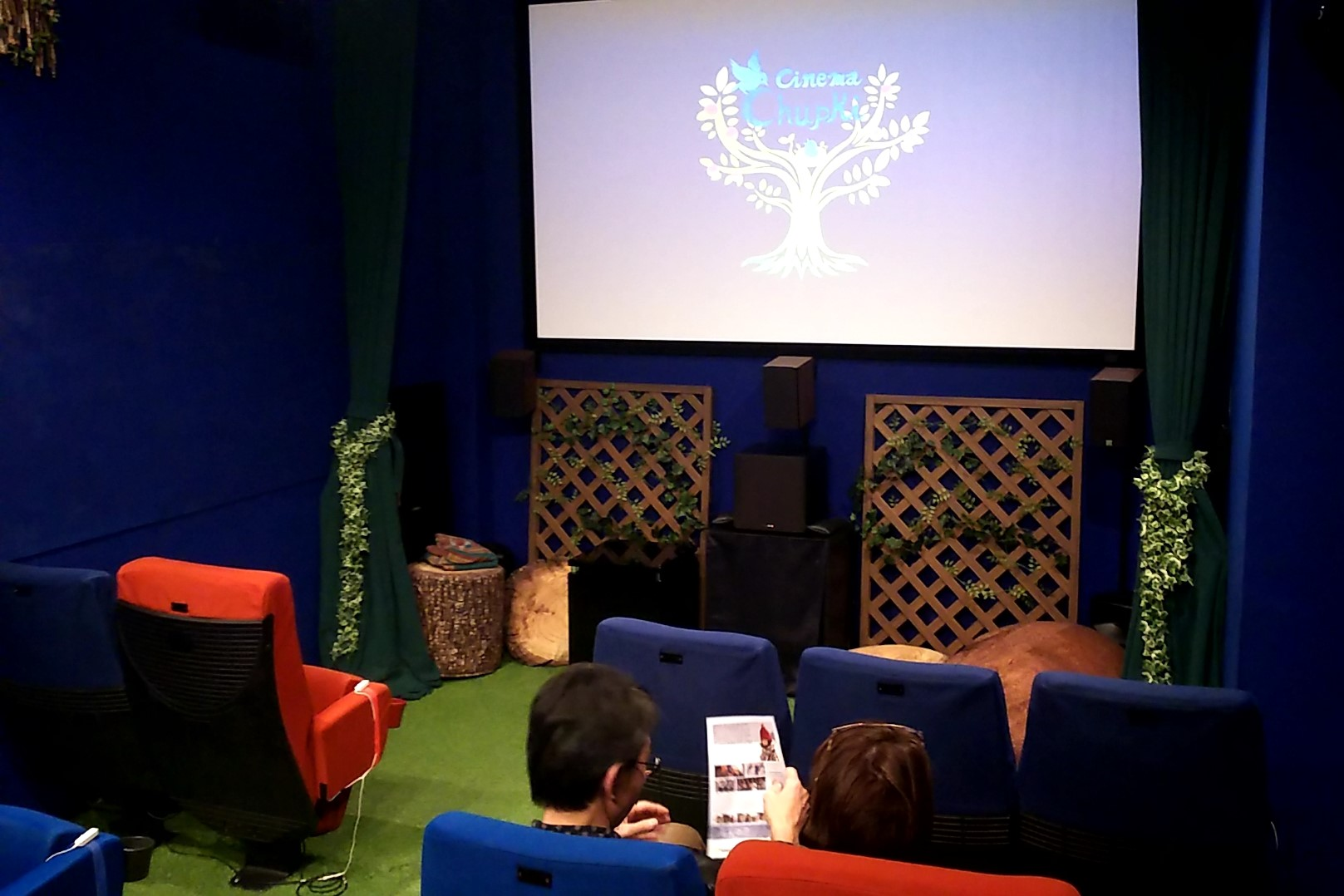
劇場内

興行場法などの法令に適合した映画館を新たに常設することを目標に、シティライツがクラウドファンディングを実施したところ、およそ1880万円もの募金が寄せられた。さらに、この募金で「タバタ」（田端駅）から徒歩5分ほどのテナントビルの1階フロアを借りられたことから、フロアを改装したうえでシネマ・チュプキ・タバタを2016年（平成28年）9月1日に開館。平塚が代表、「シティライツ映画祭」の運営にボランティアで参加していた佐藤浩章が支配人に就任したほか、岩浪美和（音響監督）の監修に沿って音響設備を整えた（詳細後述）。
開館後最初の上映作品は、浮浪者と盲目の花売り娘との物語を描いたサイレント映画の『街の灯』（チャールズ・チャップリンが監督と主演を務めた作品）。この作品の原題は『City Lights』で、上映に際しては、場面を解説する音声を座席に備え付けたイヤホン（詳細後述）から流すことを配給元から認められていた。
ちなみに、TBSラジオが2018年（平成30年）4月から2023年（令和5年）の9月まで平日の夜間に編成していた『アフター6ジャンクション』（さまざまなカルチャーを取り上げる生ワイド番組）では、シネマ・チュプキ・タバタでの取り組みや公開中（または公開予定）の作品を紹介する特集を折に触れて放送。平塚をはじめ、音声ガイドの制作や普及に携わっている関係者も、ゲストに随時迎えている。さらに、シネマ・チュプキ・タバタで2022年（令和4年）9月22 - 26日に実施された『骨噛み』（矢野ほなみが2021年に制作した短編アニメーション作品で同年の「DigiCon6 ASIA」グランプリ受賞作品）のバリアフリー上映会では、「水曜パートナー」の日比麻音子（TBSテレビアナウンサー）が台本の執筆からナレーションまで手掛けた音声ガイドを特別に提供していた。このガイドは、2023年（令和5年）3月16日 - 30日の再上映でも提供。『アフター6ジャンクション』が『アフター6ジャンクション2』と改題したうえで週4日（月 - 木曜日22・23時台）の生放送へ移行した2023年10月以降も、上映会の告知を兼ねた特集が随時放送されている。

### 運営方針
平塚はシネマ・チュプキ・タバタを、「障がい者専用のバリアフリー型シアター」ではなく、「障がいの有無にかかわらず、誰でも映画を鑑賞できるユニバーサルシアター」として運営している。「障がいの原因は、本人ではなく社会環境にある」という考えと、「障がいのない（一般の）方が障がいのある方と一緒に映画を鑑賞すれば、社会に存在するバリアなどに気付くことによって、街や施設への見方ばかりか自身の行動も変わる。そのような経験を、多くの方々に味わって欲しい」との想いによるもので、障がいに起因する生活困窮者に限って入場料を割り引いている。なお、読者工房から2019年（令和元年）8月1日に刊行された著書『夢のユニバーサルシアター』（ISBN 978-4-902666-37-3）では、開館に至るまでの経緯が第1章の「シネマ・チュプキ・タバタができるまで」で詳しく綴られている。
佐藤は、上映する作品を支配人の立場で選定。選定に際しては、「作品としての面白さ」に加えて、「10年後もまた観たいと思えるか?」「観たことで自分の人生に希望を持てそうか?」という点を考慮しているという。また、上映が始まる前には、森の朝から夜までを表現したロゴの映像を流している。その一方で、日本語を主体にセリフを構成している日本映画を上映する際にも、日本語字幕付きで配給された映像を用いている。

### 設備
シアターのイメージは「森の中」で、観客が屋内にいながら野外上映の感覚を味わえるように、人工芝を床に敷設。また、木や緑のぬくもりが感じられるような品々を、館内の随所に配している。
スクリーンのサイズは120インチ。音響設備は11.1chのドルビーアトモス＆DTS-Xに対応していて、「フォレストサウンド」（360度にわたって音に包み込まれるような音響空間）を生み出せるようになっている。
音声ガイドシステムには、アートスペース・チュプキなどで広く採用されているFM方式ではなく、イヤホンを使用する有線方式を導入した。FM方式ではノイズが入りやすいことによるもので、どの座席にもイヤホンジャックが付けられている。イヤホンは音量を任意で調節できるようになっていて、音声ガイドを聴くことにとどまらず、映画本編の音声を増幅することも可能である。
通常の上映で使用される音声ガイドの一部には、視覚障がいの有無にかかわらず誰にでも楽しめるように、小野大輔（声優）が声を当てている。
補助席を含めた総座席数は25席で、固定式の座席を15席、車椅子に対応した座席を3席設けている。さらに、集団の中で映画を鑑賞することが難しい状況にある観客（幼児を連れて来場した保護者や発達障がいなどを持つ人々など）でも楽しく鑑賞できるように、親子鑑賞室を客席の後方に設置。この部屋は完全防音構造で、スクリーンの見える窓と、上映中の映画の音声を流すためのスピーカーを配している。親子鑑賞室を利用するには予約を要するが、利用料を設けておらず、室内での飲食も容認。保護者が連れてきた幼児や児童が上映中に泣いたりぐずったりしていても、予約が入っていなければ、この部屋で鑑賞を続けられるようになっている。